# Artemijus Tutyškinas
Artemijus Tutyškinas (ur. 8 sierpnia 2003 w Wilnie) – litewski piłkarz, grający na pozycji środkowego obrońcy w słovenskim klubie Celje. Reprezentant kraju.

## Klub
Zaczynał karierę w Escoli Varsovia. 1 lipca 2021 roku przeniósł się do FC Crotone. 1 września 2022 roku został wypożyczony na rok do polskiego klubu ŁKS Łódź.

## Reprezentacja
Zagrał 10 spotkań w reprezentacji U-17.
5 spotkań zagrał w kadrze U-19.
W kadrze U-21 zagrał 3 mecze, w których strzelił jedną bramkę (stan na 31 lipca 2022).
W seniorskiej reprezentacji zadebiutował 8 września 2021 roku w meczu przeciwko reprezentacji Włoch (5:0 dla Squadra Azzurra). Zastąpił Limasa Klimaviciusa w 84. minucie. Łącznie do 31 lipca 2022 zagrał 3 mecze.